# Oh Jang-eun
Oh Jang-Eun (en coreano: 오장은; Seogwipo, Jeju, 24 de julio de 1985) es un exfutbolista surcoreano.
Fue seleccionado para jugar en la Copa Asiática 2007 en reemplazo de Kim Nam-il después de su lesión.

## Trayectoria
Su debut en el fútbol profesional fue en 2002 para el equipo japonés FC Tokyo de la J1 League, en el cual estableció el récord de ser el jugador más joven en jugar en la liga japonesa lo cual era inusualmente para un futbolista surcoreano. Pasó un tiempo en las categorías inferiores del FC Tokyo, en lugar de tener una carrera juvenil con un equipo universitario coreano. Luego se trasladó por dos temporadas al equipo surcoreano Daegu FC para disputar la K-League.
En 2007 se mudó a Ulsan Hyundai Horang-i y contribuyó a la victoria del club en la Copa de la K-League 2007. Hizo un primer hat-trick en su carrera profesional el 23 de septiembre de 2006 en un partido fuera de casa contra Jeonbuk Hyundai Motors. El 1 de febrero de 2011 firmó un contrato con el Suwon Samsung Bluewings.

## Selección nacional
Ha sido formado de la selección surcoreana, tanto a nivel júnior como sénior. Jugó en el equipo sub-20 en el Mundial sub-20 de 2005.
Su debut con la selección absoluta tuvo lugar en 2006 en un partido ante la Selección de Ghana.
También logró disputar el Campeonato de Fútbol del Este de Asia 2010.

## Clubes
| Club            | País          | Año         |
| --------------- | ------------- | ----------- |
| FC Tokyo        | Japón         | 2002 - 2004 |
| Daegu FC        | Corea del Sur | 2005 - 2006 |
| Ulsan Hyundai   | Corea del Sur | 2007 - 2010 |
| Suwon Bluewings | Corea del Sur | 2011 - 2016 |
| Seongnam FC     | Corea del Sur | 2017        |
| Daejeon Citizen | Corea del Sur | 2018        |

## Palmarés

### Campeonatos nacionales
| Título         | Club                   | País          | Año  |
| -------------- | ---------------------- | ------------- | ---- |
| Copa J. League | FC Tokyo               | Japón         | 2004 |
| Korean FA Cup  | Ulsan Hyundai Horang-i | Corea del Sur | 2007 |